# Goniosoma catarina
Goniosoma catarina is een hooiwagen uit de familie Gonyleptidae.